# أليس بلير رينغ
أليس بلير رينغ (بالإنجليزية: Alice Blair Ring)‏ هي رسامة أمريكية، ولدت في 4 مايو 1869، وتوفيت في 17 مارس 1947 في بومونا في الولايات المتحدة.

## معرض صور

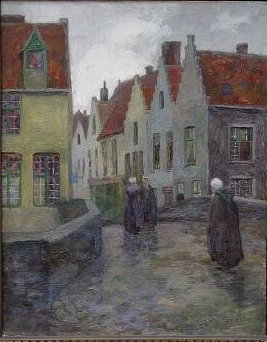
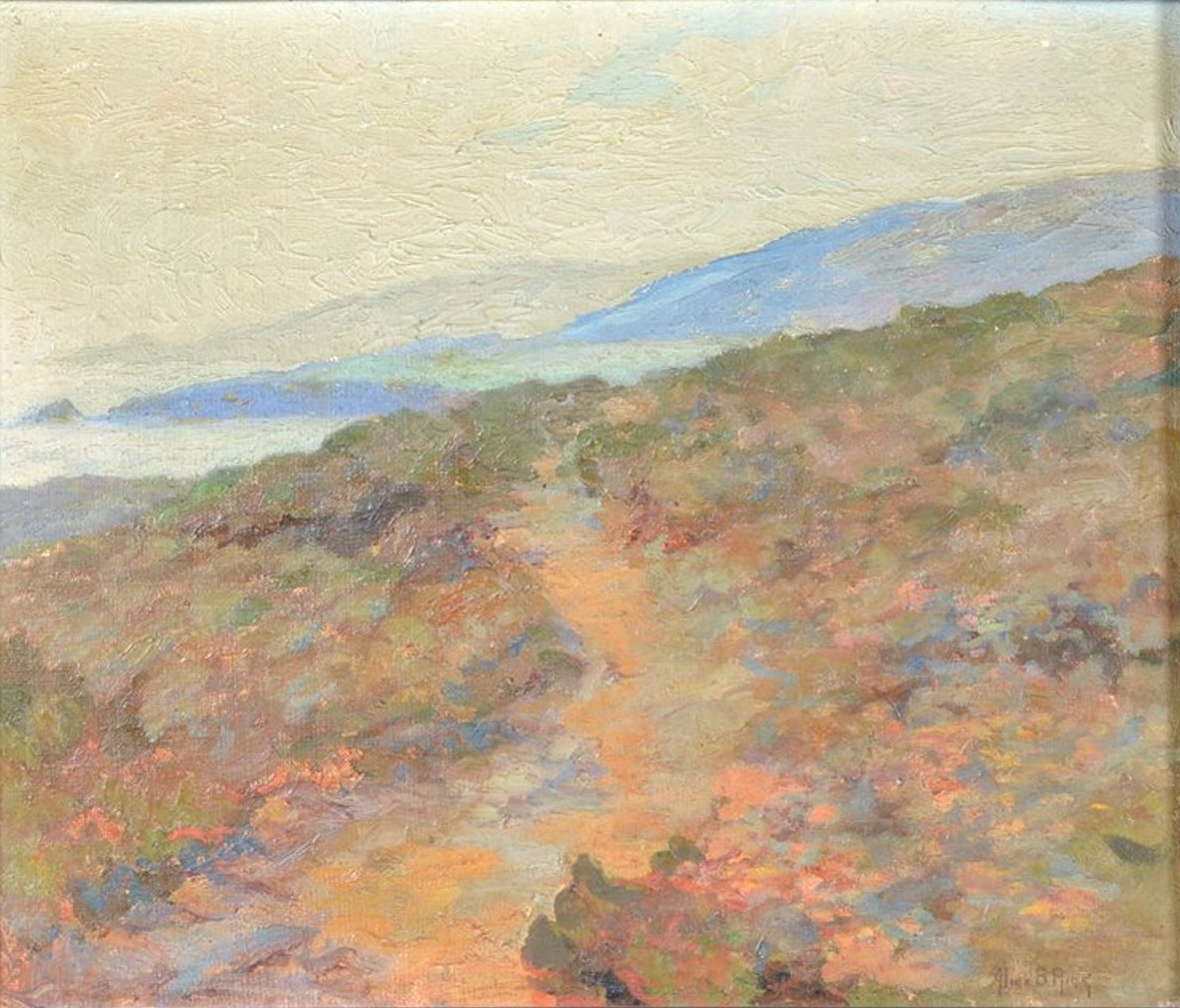
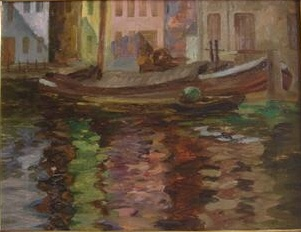
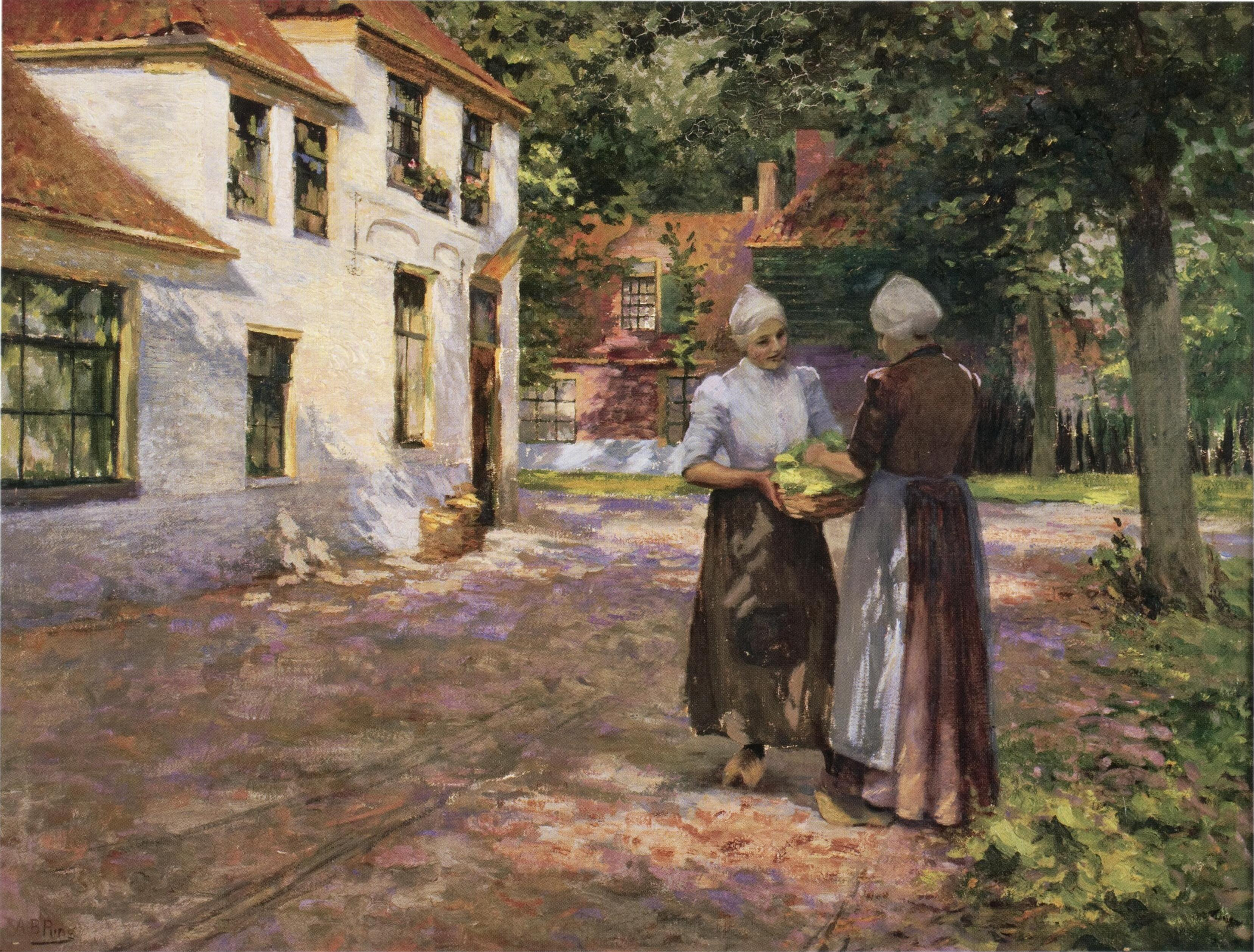